# Arjen Maathuis
Arjen Maathuis (Almelo, 23 maart 1989) is een Nederlands bestuurskundige, bedrijfskundige, ambtenaar, politicus en bestuurder. Hij is lid van de VVD. Sinds 1 april 2025 is hij burgemeester van Meppel.

## Maatschappelijke en politieke loopbaan
Maathuis ging naar het vwo op het Het Erasmus. Hij studeerde bestuurskunde en bedrijfskunde aan de Universiteit Twente. Hij werkte als ambtenaar bij de gemeente Berkelland. Namens de VVD was hij van 2010 tot 2018 en in 2022 gemeenteraadslid van Almelo. Vanaf 2014 was hij er vicevoorzitter van de gemeenteraad. Hij was er lijsttrekker namens de VVD voor de gemeenteraadsverkiezingen van 2022.
Op 19 juni 2018 werd hij er namens de VVD wethouder en eerste locoburgemeester. Hij had tot 21 juni 2022 sociale zaken, werkgelegenheid & economie, economische betrekkingen, MBO-onderwijs, recreatie & toerisme, markt & haven, sport en mobiliteit in zijn portefeuille. Vanaf 21 juni 2022 werd dat financiën, incl. grondbeleid, planning & control, economie & arbeidsmarkt, bedrijventerreinen, mobiliteit, recreatie & toerisme en Almelo Waterstad.

## Burgemeester van Meppel
Op 18 december 2024 werd Maathuis door de gemeenteraad van Meppel voorgedragen als nieuwe burgemeester. Met ingang van van 1 april 2025 werd hij benoemd bij koninklijk besluit. Op die dag werd hij ook beëdigd en geïnstalleerd. Hij kreeg er openbare orde & veiligheid, algemene coördinatie, handhaving, dienstverlening, bestuur & samenleving & participatie en personeel & organisatie in zijn portefeuille.

## Privéleven
Maathuis werd geboren en getogen in Almelo. Hij kreeg met zijn partner twee dochters.